# Dong Soncultuur
De Dong Soncultuur is de naam van een prehistorische cultuur uit het oude Vietnam, die vernoemd is naar het dorpje Đông Sơn ("oostelijke berg") in het noorden van het land, waar men resten van deze cultuur heeft gevonden. De vindplaats van Dong Son gaf aanwijzingen dat deze bronstijdcultuur uit het noorden (Zuid-China) afkomstig was en zich omstreeks 300 voor Chr. naar Zuidoost-Azië heeft uitgebreid. 
Archeologische vondsten bij Ban Chiang in het noordoosten van Thailand in 1970 leken aan te tonen dat het bronsgieten oorspronkelijk in Zuidoost-Azië begon en later door de Chinezen werd overgenomen, een theorie ondersteund door Vietnamese archeologen. Nieuwer onderzoek zette echter vraagtekens bij het gebruikte materiaal. Bij een nieuwe datering werd gebruik gemaakt van de beenderen van de begraven mensen en de bij hen geplaatste dierlijke resten. De resultaten suggereerden dat de eerste mensen zich rond 1500 v.Chr. in Ban Chiang vestigden, en de overgang naar de bronstijd rond 1000 v.Chr. plaatsvond.
De Dong Soncultuur is geen zuivere bronscultuur, want er zijn ook reeds enkele ijzeren voorwerpen aangetroffen. Maar het zijn de bronzen voorwerpen, en met name de beroemde bronzen trommels, die vanuit artistiek oogpunt het meest in het oog vallen.
De Dong Soncultuur heeft ook belangrijke uit grote stenen opgetrokken monumenten nagelaten, die een religieuze functie vervulden.
De dragers van de Dong Soncultuur waren in de eerste plaats rijstverbouwers, die de delta van de Rode Rivier (Sông Hồng) hebben getransformeerd in een belangrijk productiegebied voor rijst. De cultuur wordt als de basis beschouwd van de latere culturen in dit gebied, en de sporen ervan zijn nog zichtbaar tot een zo recente datum als de 16e eeuw. De cultuur als zodanig verdwijnt echter met de verovering van Noord-Vietnam door de Chinezen in de 2e eeuw voor Chr.
De mensen van de Dong Soncultuur hadden contact met andere volkeren in Zuidoost-Azië. De invloed van hun kunst en metallurgische vaardigheden strekt zich uit over geheel Indochina en een groot deel van Indonesië. Kenmerkend zijn de kunstige bronzen voorwerpen, waaronder trommels en bijlen, gegoten met de verlorenwasmethode.
De grootste bronzen trommel van heel Azië (diameter 160 cm, hoogte 186 cm) is de Maan van Pejeng, die zich bevindt in een toren bij een tempel op Zuid-Bali. Op de Kleine Soenda-eilanden vindt men veel gelijkaardige, zij het kleinere trommels, die onder de naam moko bekendstaan en waarvan de herkomst niet is opgehelderd, maar die zeer waarschijnlijk een invloed van de Dong Soncultuur weerspiegelen.